# Mission Rock
Der Mission Rock (von englisch mission ‚Mission, Sendung, Auftrag‘, in Argentinien gleichbedeutend Roca Misión) ist ein niedriger Klippenfelsen in der Marguerite Bay vor der Fallières-Küste des Grahamlands auf der Antarktischen Halbinsel. Er liegt südwestlich der Guébriant-Inseln vor dem südlichen Ende der Adelaide-Insel.
Die hydrographische Vermessungseinheit der Royal Navy kartierte ihn zwischen 1962 und 1963. Das UK Antarctic Place-Names Committee benannte ihn 1964 in Anlehnung an die Benennung der Guébriant-Inseln, deren Namensgeber der französische Missionar Jean Budes de Guébriant (1860–1935) ist.